# Europese kampioenschappen veldlopen 2021
De 27e editie van de Europese kampioenschappen veldlopen vond plaats op 12 december 2021 in het Ierse Dublin in de administratieve county Fingal. Zowel bij de mannen als de vrouwen ging de titel naar Noorwegen, bij de mannen won Jakob Ingebrigtsen, bij de vrouwen Karoline Bjerkeli Grøvdal. 

## Uitslagen

### Mannen Senioren
| Plaats | Atleet             | Land      | Tijd (min.s) |
| ------ | ------------------ | --------- | ------------ |
|        | Jakob Ingebrigtsen | Noorwegen | 30.15        |
|        | Aras Kaya          | Turkije   | 30.29        |
|        | Jimmy Gressier     | Frankrijk | 30.34        |
| 4      | Hugo Hay           | Frankrijk | 30.38        |
| 5      | Michael Somers     | België    | 30.38        |
| 6      | Yann Schrub        | Frankrijk | 30.39        |
| 7      | Nassim Hassaous    | Spanje    | 30.42        |
| 8      | Felix Bour         | Frankrijk | 30.44        |
| 9      | Isaac Kimeli       | België    | 30.45        |
| 10     | Brian Fay          | Ierland   | 30.45        |
| ..     |                    |           |              |
| 20     | Mike Foppen        | Nederland | 31.20        |
| 41     | Tom Hendrikse      | Nederland | 32.05        |
| 45     | Pieter-Jan Hannes  | België    | 32.14        |
| 54     | Nicolaï Saké       | België    | 32.33        |

| Plaats | Land                                                                       | Punten           |
| ------ | -------------------------------------------------------------------------- | ---------------- |
|        | Frankrijk JImmy Gressier Hugo Hay Yann Schrub                              | 3 + 4 + 6 = 13   |
|        | Spanje Nassim Hassaous Carlos Mayo Abdessamad Oukhelfen                    | 7 + 11 + 12 = 30 |
|        | Noorwegen Jakob Ingebrigtsen Bjørnar Sandnes Lillefosse Narve Gilje Nordås | 1 + 21 + 25 = 47 |

### Vrouwen Senioren
| Plaats | Atleet                    | Land                | Tijd (min.s) |
| ------ | ------------------------- | ------------------- | ------------ |
|        | Karoline Bjerkeli Grøvdal | Noorwegen           | 26.34        |
|        | Meraf Bahta               | Zweden              | 26.44        |
|        | Alina Reh                 | Duitsland           | 26.53        |
| 4      | Jessica Judd              | Verenigd Koninkrijk | 27.01        |
| 5      | Konstanze Klosterhalfen   | Duitsland           | 27.12        |
| 6      | Samrawit Mengsteab        | Zweden              | 27.34        |
| 7      | Selamawit Teferi          | Israël              | 27.34        |
| 8      | Carmela Cardama           | Spanje              | 27.41        |
| 9      | Fionnuala McCormack       | Ierland             | 27.52        |
| 10     | Jennifer Nesbitt          | Verenigd Koninkrijk | 27.58        |
| ..     |                           |                     |              |
| 35     | Jip Vastenburg            | Nederland           | 29.10        |

| Plaats | Land                                                             | Punten           |
| ------ | ---------------------------------------------------------------- | ---------------- |
|        | Verenigd Koninkrijk Jessica Judd Jennifer Nesbitt Jessica Gibbon | 4 + 10 + 11 = 25 |
|        | Duitsland Alina Reh Konstanze Klosterhalfen Domenika Mayer       | 3 + 5 + 21 = 29  |
|        | Zweden Meraf Bahta Samrawit Mengsteab Sara Christiansson         | 2 + 6 + 30 = 38  |

### Senioren gemengd
| Plaats | Land                                                                       | Tijd (min.s) |
| ------ | -------------------------------------------------------------------------- | ------------ |
|        | Verenigd Koninkrijk Hannah Nuttall Luke Duffy Alexandra Bell Benjamin West | 18.01        |
|        | Frankrijk Aurore Fleury Azeddine Habz Alexa Lemitre Alexis Miellet         | 18.05        |
|        | België Elise Vanderelst Ruben Verheyden Vanessa Scaunet Stijn Baeten       | 18.06        |

### Mannen onder 23
| Plaats | Atleet              | Land                | Tijd (min.s) |
| ------ | ------------------- | ------------------- | ------------ |
|        | Charles Hicks       | Verenigd Koninkrijk | 24.29        |
|        | Darragh McElhinney  | Ierland             | 24.33        |
|        | Ruben Querinjean    | Luxemburg           | 24.36        |
| 4      | Magnus Tuv Myhre    | Noorwegen           | 24.39        |
| 5      | Guillaume Grimard   | België              | 24.41        |
| 6      | Keelan Kilrehill    | Ierland             | 24.42        |
| 7      | Antoine Senard      | Frankrijk           | 24.48        |
| 8      | Aarón Las Heras     | Spanje              | 24.49        |
| 9      | Zakariya Mahamed    | Verenigd Koninkrijk | 24.52        |
| 10     | Valentin Gondouin   | Frankrijk           | 24.55        |
| ..     |                     |                     |              |
| 33     | Marco Vanderpoorten | België              | 25.38        |
| 35     | Ward Leunckens      | België              | 25.39        |
| 37     | Arnaud Collard      | België              | 25.43        |
| 55     | Stan Schipperen     | Nederland           | 26.12        |

| Plaats | Land                                                               | Punten           |
| ------ | ------------------------------------------------------------------ | ---------------- |
|        | Ierland Darragh McElhinney Keelan Kilrehill Micheal Power          | 2 + 6 + 13 = 21  |
|        | Verenigd Koninkrijk Charles Hicks Zakariya Mahamed Thomas Mortimer | 1 + 9 + 14 = 24  |
|        | Frankrijk Antoine Senard Valentin Gondouin Florian Le Pallec       | 7 + 10 + 19 = 36 |

### Vrouwen onder 23
| Plaats | Atleet            | Land                | Tijd (min.s) |
| ------ | ----------------- | ------------------- | ------------ |
|        | Nadia Battocletti | Italië              | 20.32        |
|        | Klara Lukan       | Slovenië            | 20.36        |
|        | Mariana Machado   | Portugal            | 20.36        |
| 4      | Manon Trapp       | Frankrijk           | 20.42        |
| 5      | Sarah Healy       | Ierland             | 20.48        |
| 6      | Anna Arnaudo      | Italië              | 20.55        |
| 7      | Cristina Ruiz     | Spanje              | 21.07        |
| 8      | Margaux Sieracki  | Frankrijk           | 21.10        |
| 9      | Izzy Fry          | Verenigd Koninkrijk | 21.15        |
| 10     | Eva Dieterich     | Duitsland           | 21.18        |
| ..     |                   |                     |              |
| 43     | Diane van Es      | Nederland           | 22.25        |

| Plaats | Land                                                  | Punten          |
| ------ | ----------------------------------------------------- | --------------- |
|        | Italië Nadia Battocletti Anna Arnaudo Giovanna Selva  | 1 + 6 + 11 = 18 |
|        | Frankrijk Manon Trapp Margaux Sieracki Aude Clavier   | 4 + 8 + 13 = 25 |
|        | Verenigd Koninkrijk Izzy Fry Amelia Quirk Cari Hughes | 9 + 12 +16 = 37 |

### Mannen junioren onder 20
| Plaats | Atleet                | Land                | Tijd (min.s) |
| ------ | --------------------- | ------------------- | ------------ |
|        | Axel Vang Christensen | Denemarken          | 17.53        |
|        | Abdullahi Dahir Rabi  | Noorwegen           | 18.18        |
|        | Joel Ibler Lillesø    | Denemarken          | 18.21        |
| 4      | Pol Oriach            | Spanje              | 18.24        |
| 5      | Andriy Atamanyuk      | Oekraïne            | 18.30        |
| 6      | Abdel Laadjel         | Ierland             | 18.30        |
| 7      | Matan Ivri            | Israël              | 18.30        |
| 8      | Edouard Morin-Luzuy   | Frankrijk           | 18.31        |
| 9      | Will Baricoat         | Verenigd Koninkrijk | 18.31        |
| 10     | Hamish Armitt         | Verenigd Koninkrijk | 18.32        |
| ..     |                       |                     |              |
| 18     | Noah Konteh           | België              | 18.46        |
| 48     | Mathis Lievens        | België              | 19.20        |
| 52     | Jesse Fokkenrood      | Nederland           | 19.27        |
| 54     | Mads Meijer           | Nederland           | 19.28        |
| 66     | Noah Baltus           | Nederland           | 19.40        |
| 79     | Wout Louagie          | België              | 20.06        |
| 90     | Kobe van Rie          | België              | 20.41        |

| Plaats | Land                                                            | Punten           |
| ------ | --------------------------------------------------------------- | ---------------- |
|        | Verenigd Koninkrijk Will Barnicoat Hamish Armitt Henry McLuckie | 9 + 10 + 15 = 34 |
|        | Ierland Abdel Laadjel Dean Casey Nicholas Griggs                | 6 + 13 + 16 = 35 |
|        | IJsland Matan Ivri Adisu Guadia Derba Ayale                     | 7 + 11 + 19 = 37 |

### Vrouwen junioren onder 20
| Plaats | Atleet            | Land                | Tijd (min.s) |
| ------ | ----------------- | ------------------- | ------------ |
|        | Megan Keith       | Verenigd Koninkrijk | 13.41        |
|        | Ingeborg Østgård  | Noorwegen           | 13.44        |
|        | Emma Heckel       | Duitsland           | 13.46        |
| 4      | Ilona Mononen     | Finland             | 13.49        |
| 5      | Anneke Vortmeier  | Duitsland           | 13.49        |
| 6      | Mireya Arnedillo  | Spanje              | 13.51        |
| 7      | Mia Jurenka       | Duitsland           | 13.52        |
| 8      | Angela Viciosa    | Spanje              | 13.52        |
| 9      | Johanna Pulte     | Duitsland           | 13.52        |
| 10     | Livia Wespe       | Zwitserland         | 13.56        |
| ..     |                   |                     |              |
| 11     | Emmy van den Berg | Nederland           | 13.58        |
| 21     | Amina Maatoug     | Nederland           | 14.04        |
| 22     | Anne Knijnenburg  | Nederland           | 14.06        |
| 36     | Annelies Nijssen  | België              | 14.21        |
| 64     | Yasmine Abbes     | Nederland           | 14.41        |

| Plaats | Land                                                       | Punten           |
| ------ | ---------------------------------------------------------- | ---------------- |
|        | Duitsland Emma Heckel Anneke Vortmeijer Mia Jurenka        | 3 + 5 + 7 = 15   |
|        | Spanje Mireya Arnedillo Angela Viciosa Maria Forero]       | 6 + 8 + 13 = 27  |
|        | Verenigd Koninkrijk Megan Keith Ellen Weir Phoebe Anderson | 1 + 14 + 17 = 32 |